# Alcubilla de las Peñas
Alcubilla de las Peñas è un comune spagnolo di 99 abitanti situato nella comunità autonoma di Castiglia e León.